# Silvius II Frédéric de Wurtemberg-Œls
Silvius II Frédéric de Wurtemberg-Œls (21 février 1651 à Œls - 3 juin 1697 à Œls) est duc de Wurtemberg-Œls de 1668 jusqu'à sa mort.

## Biographie
Silvius Frédéric est le second fils du duc Silvius Ier Nimrod de Wurtemberg-Œls (1622-1664) de son mariage avec Elisabeth-Marie d'Oels (1625-1686).
Après la mort de son père en 1664, sa mère prend le gouvernement en tant que régente de ses quatre fils. Silvius Nimrod et de son frère aîné, Charles-Ferdinand vont faire un Grand Tour. Charles Ferdinand meurt en 1668, quand ils sont en visite aux Pays-Bas.
Les trois autres frères divisent le pays en 1672 : Silvius Frédéric reçoit Œls ; son frère Christian Ulrich Ier reçoit Bernstadt et son jeune frère Jules-Sigismond de Wurtemberg-Juliusbourg reçoit Międzybórz et Třebenice. Pendant que Jules est encore mineur, Silvius Frédéric est son régent jusqu'à ce qu'il soit en âge. Dans la chambre des Princes, les trois frères doivent partager leur vote simple.
Silvius Frédéric se marie le 7 mai 1672 à Œls avec Éléonore Charlotte (1656-1743), la fille du duc George II de Wurtemberg-Montbéliard. Le couple reste sans enfant.
Il est membre de la Société des fructifiants sous le pseudonyme der Schützende (« le Protecteur »).
Silvius Frédéric meurt en 1697, sans laisser d'héritier. Par ordre de sa mère, Œls va de son plus jeune frère, Christian Ulrich Ier.